# Nereo Rocco
Nereo Rocco   (Trieste, 20 de maig de 1912 - Trieste, 20 de febrer de 1979) va ser un jugador i entrenador de futbol italià. Considerat un dels millors entrenadors de tots els temps, és famós per haver estat un dels entrenadors més reeixits d'Itàlia, guanyant diversos títols nacionals i internacionals durant la seva etapa a l'AC Milan. A Pàdua, va ser un dels primers defensors del catenaccio al país.

## Carrera com a jugador

### Club

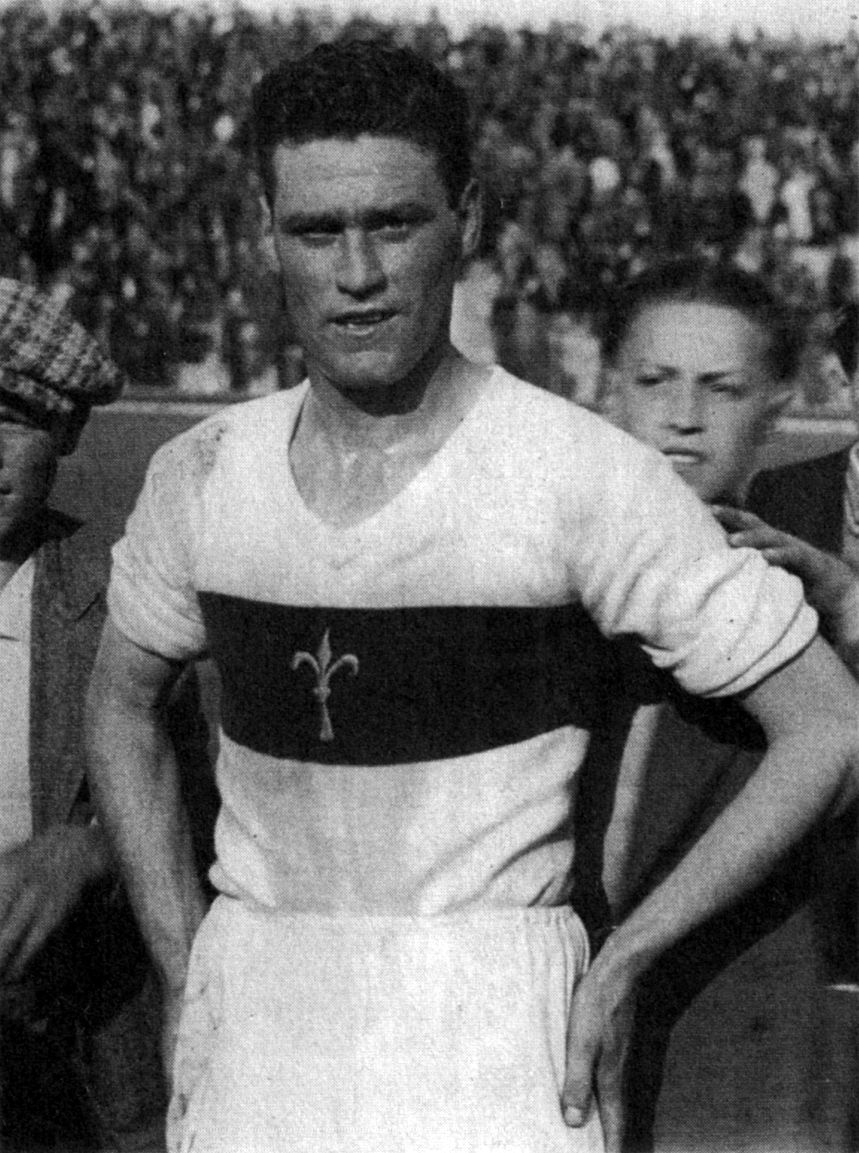
Rocco jugant per Triestina a la dècada de 1930

Rocco jugava com a extrem al mig del camp; va tenir una carrera modesta com a jugador, desenvolupada principalment amb clubs com el Triestina, el Nàpols i el Pàdova. Va jugar 287 partits de la Sèrie A en 11 temporades, marcant 69 gols. Rocco també va ser internacional una vegada amb la selecció italiana.

### Internacional
Rocco va jugar amb la selecció italiana en una ocasió: amb la selecció de Vittorio Pozzo al partit de classificació per a la Copa del Món de la FIFA de 1934, el 25 de març de 1934 contra Grècia, una victòria a casa per 4-0.

## Carrera d'entrenador

### Triestina
Rocco va debutar com a entrenador amb el Triestina el 1947. Va obtenir un sorprenent segon lloc a la Sèrie A, que continua sent el resultat més alt mai assolit per l'equip. Va deixar Triestina uns anys més tard per desacords amb la presidència del club. El 1951 va entrenar breument el Treviso i després va tornar al Triestina.

### Padova
El 1953, Rocco va fitxar com a entrenador de l'equip de la Serie B Padova, aconseguint evitar el descens i l'ascens a la Serie A la temporada següent. El període de la Sèrie A del Pàdova de Rocco encara es recorda com el més reeixit de la història de l'equip, tot i ser un equip petit, van aconseguir el tercer lloc durant la temporada 1957–58. Durant la seva etapa a Pàdova, també va entrenar l'equip italià als Jocs Olímpics d'estiu de 1960 a Roma, juntament amb Giuseppe Viani, on van acabar en quarta posició.

### AC Milan

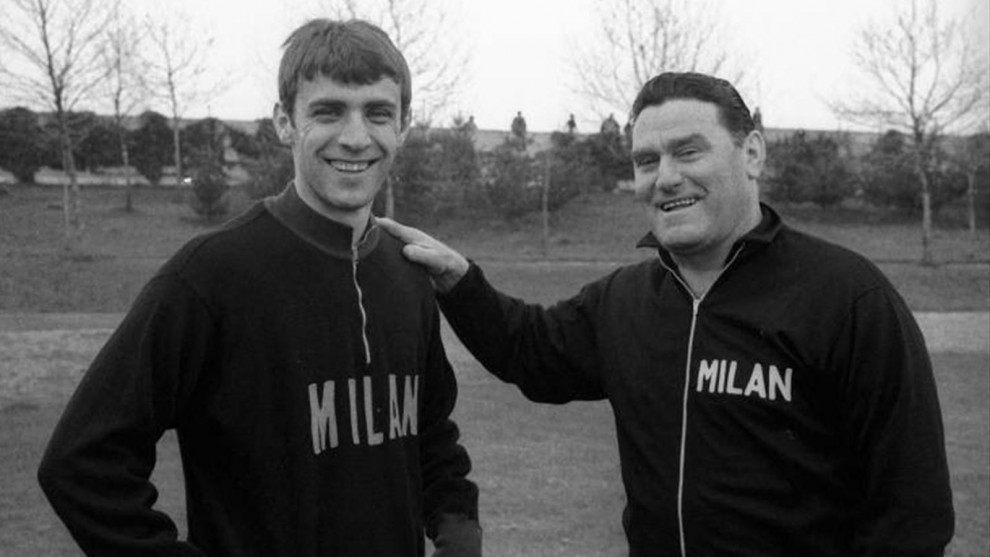
Pierino Prati i Rocco entrenant amb l'AC Milan a la temporada 1967-68

El 1961, Rocco va ser nomenat nou entrenador de l'AC Milan, iniciant un dels períodes més reeixits dels rossoneri : va construir un equip treballador i defensivament sòlid al voltant del jove creador de joc estrella de l'equip, Gianni Rivera, que complementava l'estil de joc creatiu dels migcampistes; Rocco va establir una relació important amb Rivera al llarg de la seva carrera i, junts, van tenir un paper clau en els èxits del club, guanyant la lliga italiana el 1962 i la Copa d'Europa el 1963, la primera victòria italiana en la competició.
Després d'una bona etapa al Torino, on va obtenir els millors resultats des de la desaparició del Grande Torino, el 1967 Rocco va tornar al Milà, on immediatament va guanyar un altre scudetto i la Recopa.
Va deixar el Milà el 1973, després d'haver guanyat també una altra Copa d'Europa el 1969, una Copa Intercontinental, dues Copes d'Itàlia i una altra Recopa. Després d'un any a la Fiorentina, Rocco va decidir posar fi a la seva carrera com a entrenador el 1975. El 1977, va ser nomenat pel Milan com a director tècnic i assistent de l'entrenador Nils Liedholm. Rocco és l'entrenador que més temps ha estat al Milan, ja que ha dirigit el club durant 459 partits (323 com a entrenador i 136 com a director tècnic).

## Estil com a entrenador
Considerat un dels millors entrenadors de tots els temps, Rocco va ser un dels primers defensors del catenaccio a Itàlia, i va utilitzar la tàctica amb gran èxit; inspirant-se en les tàctiques de Karl Rappan, els seus equips feien servir un escombrador, que se situava darrere de la línia defensiva i allunyava la pilota, sovint utilitzant una formació 1–3–3–3. Els seus equips eren coneguts pel seu ritme de treball i la seva fisicitat, així com per les seves estratègies tàctiques senzilles però efectives i pragmàtiques, és a dir, la seva força defensiva, la capacitat de contraatacar ràpidament amb pilotes llargues i marcar gols després de recuperar la possessió, més que no pas per ser estèticament agradables de veure. Durant la seva etapa al Milan, va fer ús de Rivera com a creador de joc de l'equip al mig del camp, qui va assumir les responsabilitats creatives de l'equip. Era conegut per ser un excel·lent motivador i va desenvolupar fortes relacions personals amb els seus jugadors per tal de crear un bon ambient d'equip i fomentar una mentalitat guanyadora, sovint discutint les tàctiques de l'equip i els rols dels jugadors durant el sopar en lloc de fer-ho en una pissarra blanca durant les sessions d'entrenament. A més de la seva intel·ligència tàctica, Rocco també era conegut per la seva personalitat carismàtica, lideratge i sentit de l'humor, tot i la seva tímida personalitat, i era conegut per ser una figura molt animada a la banqueta durant els partits. També es va fer popular pels seus acudits, que sovint deia als seus jugadors i periodistes. Rocco, conegut popularment com a El Paròn (Triestin per a El Mestre), també era popular pel seu fort ús del seu dialecte triestí nadiu. L'exentrenador del Parma, Nevio Scala, que jugava a les ordres de Rocco, es va inspirar en el carisma de Rocco com a entrenador i en donar més llibertat als seus jugadors donant menys importància a la tàctica i a les jugades a punt durant l'entrenament.

## Mort i llegat
Rocco va morir el 20 de febrer de 1979, als 66 anys, a la seva ciutat natal, Trieste.
El 18 d'octubre de 1992 es va inaugurar un nou estadi a Trieste, que portava el nom de Rocco.
Les tàctiques de Rocco van influir molt en l'entrenador Giovanni Trapattoni, que es va convertir en un dels principals defensors de la zona mista ("zona mixta", en italià), o gioco all'italiana, que va inspirar elements tant dels sistemes de marcatge home a home com el catenaccio italià, com dels sistemes de marcatge zonal com el futbol total neerlandès.

## Palmarès

### Entrenador
AC Milan
- Sèrie A: 1961–62, 1967–68
- Copa d'Itàlia: 1971–72, 1972–73, 1976–77
- Copa d'Europa: 1962–63, 1968–69
- Recopa de la UEFA: 1967–68, 1972–73
- Copa Intercontinental: 1969

Individual
- Seminari d'Or: 1962–63
- Saló de la Fama del Futbol Italià: 2012[15]
- France Football 17è millor entrenador de tots els temps: 2019[16][17]
- World Soccer 36è millor entrenador de tots els temps: 2013[18][19]